# Jana Krishnamurthy
K Jana Krishnamurthy, född 24 maj 1928, död 25 september 2007, var en indisk politiker, verksam i Chennai och Tamil Nadu, där han anses vara den som byggt upp partiapparaten för Bharata Janata Party. Han var allindisk partiledare i samma parti fram till 2000, när han ersattes av Venkaiah Naidu. Han inledde sitt politiska engagemang i Rashtriya Swayamsevak Sangh.